# گابریلا فرانکووا
گابریلا فرانکووا (انگلیسی: Gabriela Franková؛ زادهٔ ۲۵ دسامبر ۱۹۹۳) مدل اهل جمهوری چک و نمایندهٔ این کشور در رقابت‌های دوشیزه جهان ۲۰۱۴ بود. وی دانش‌اموختهٔ دانشگاه اقتصاد پراگ است.